# Мораис, Линда
Линда Морайс (англ. Linda Morais; род. 31 июля 1993 года) — канадская спортсменка, борец вольного стиля. Чемпионка мира 2019 года. Призёр чемпионатов мира 2016 и 2022 годов. Победительница чемпионатов мира среди студентов 2016 и 2018 годов.

## Карьера
В сентябре 2019 года на предолимпийском чемпионате мира в Нур-Султане в весовой категории до 59 кг, Линда, одолев в финале россиянку Любовь Овчарову, завоевала золотую медаль и стала чемпионкой мира.